# Daniel Kowalski
Daniel Steven Kowalski (Singapura, 2 de julho de 1975) é um nadador australiano, ganhador de um ouro olímpico nos Jogos de Sydney 2000.
No total, ganhou 4 medalhas olímpicas, 3 medalhas no Mundial de Natação, e 6 medalhas no Mundial de Natação em Piscina Curta, fora as medalhas no Pan-Pacífico e nos Jogos da Commonwealth. Também bateu o recorde mundial do revezamento 4x200m livres pela equipe da Austrália.
Apesar de suas inúmeras medalhas, Kowalski teve sua carreira encoberta pelo brilho de outros dois compatriotas seus, Kieren Perkins e Grant Hackett que foram recordistas mundiais e campeões olímpicos nas provas favoritas de Kowalski, durante sua carreira.
Se aposentou em 2002.